# Inge Pape
Inge Pape (* 1937) ist eine deutsche Malerin und Grafikerin, die durch ihre Gestaltung von Kirchenfenstern und ihre Grafiken und Plakate bekannt wurde.

## Ausbildung
Inge Pape wuchs auf in Berlin-Buch. Durch Vermittlung ihrer Mutter erhielt sie privat eine erste Ausbildung in Malerei, Maltechnik und Zeichnen bei dem Maler Siegfried Bayer-Hävernick, Dozent an der Hochschule für Bildende Künste in Berlin-Charlottenburg (heute Universität der Künste – UdK). Dort studierte sie 1953–1958, ohne zuvor das Abitur abgelegt zu haben. Danach war sie als freie Glasmalerin tätig. Sie übersiedelte 1968 nach West-Berlin und studierte 1968 bis 1971 an der Hochschule der Künste, Fachrichtung Grafik und Ausstellungsbau mit dem Abschluss Diplom-Designerin. 1972–1995 arbeitete sie beim evangelischen Forum Berlin. Seit 1972 ist sie freischaffende Künstlerin. Sie lebt in Berlin-Reinickendorf.

## Werke
Noch während ihres Studiums erhielt Inge Pape ihren ersten Auftrag. Für die seit 1947 im Wiederaufbau befindliche Auferstehungskirche in Berlin-Friedrichshain gestaltete sie ein Bleiglasfenster, das im März 1958 eingesetzt wurde. Der Kunstwissenschaftler Volkhard Böhm (1951–2021) beschreibt es so: „Aufrecht schwebt Christus von Golgatha mit den drei Kreuzen, das Haupt umgeben von einer strahlenden Gloriole, gen Himmel.“ Er charakterisiert es als „expressive Gestaltung mit einer stark abstrahierten Figürlichkeit“.
1959 folgten drei Kirchenfenster in der Apsis der Friedhofskapelle des Georgen-Parochial-Friedhofes in der Boxhagener Straße (heute Theaterkapelle) mit Motiven zum Jüngsten Gericht. Böhm schreibt hierzu: „Inge Pape knüpft an die Gestaltung in der Auferstehungskirche an, löst die Formen und Figuren aber noch mehr auf.“
1959 erneuerte sie in der Samariterkirche auf Beschluss des Gemeindekirchenrates die bis dahin zugemauerten drei hohen Chorfenster zum Thema Offenbarung. Die ursprünglichen Chorfenster hatte August Blunck (1858–1946) zu Bibelgeschichten um den barmherzigen Samariter, den dankbaren Samariter und das Gespräch Jesus mit der Samariterin am Brunnen gestaltet. Die Wand- und Gewölbemalereien des Historien- und Kirchenmalers Heinrich Saffer (1856–1936) wurden übermalt, da sie nicht mehr zu den modernen Fenstern von Inge Pape passten. Zu ihnen meint Böhm, Pape habe sich für „eine expressive, expressionistisch-dynamische, mosaikhafte Lösung mit starken Farbkontrasten“ entschieden und weiter „Die Fenster brillieren in einer Musikalität, die aus heutiger Sicht durchaus die spätere Profilierung der Gemeinde mit kirchenmusikalischem Schwerpunkt vorweg nimmt.“
1959 wurden in der Dorfkirche Pankow die beiden farbigen, von Inge Pape geschaffenen Glasfenster Vier Evangelisten an der Ostseite eingebaut.
1966–1968 wurden in der Friedrichshainer Zwinglikirche neben den von ihr geschaffenen Fenstern eines Treppenaufgangs auch zwei von ihr gestaltete Kirchenfenster eingesetzt, zu denen Böhm bemerkt: „Auftragsgemäß werden die Fenster zu einem abstrakten Farb- und Lichtfeuerwerk aus sich konzentrierenden bzw. auflösenden Farbflächen, in roten und blauen und wenigen gelben Farbtönen.“
Weitere von Inge Pape in den 1960er Jahren gestaltete Fenster gibt es in der Klosterkirche in Heiligengrabe, im Evangelischen Forschungsheim in Wittenberg, im Augustinerkloster in Erfurt, im Gemeinde- und Diakonissenzentrum in Dessau und in einigen Dorfkirchen.

## Ausstellungen
Inge Pape zeigte ihre Arbeiten (Grafiken, Plakate) in anderen Städten und Ländern, u. a. in Dresden, Leipzig, Berlin, Stuttgart, Japan, USA, Belgien und Mexiko.
11. Januar bis 12. Februar 2011 „Gedanken mit vier Ecken“ – Ausstellung in der Humboldt-Bibliothek in Berlin-Reinickendorf
Bei der Eröffnung am 10. Januar erklärt Frau Schultze-Berndt, Stadträtin für Schule, Bildung und Kultur: „Wie schön, dass wir eine so facettenreiche und interessante Künstlerin in Reinickendorf zeigen können.“

## Auszeichnungen
Inge Pape erhielt verschiedene Auszeichnungen für Plakatgestaltung.
1983 wurden Plakate in das Museum of Modern Art, New York, 1989 Poster in die Grafische Sammlung der University of Connecticut, USA, aufgenommen.